# William Kingdon Clifford

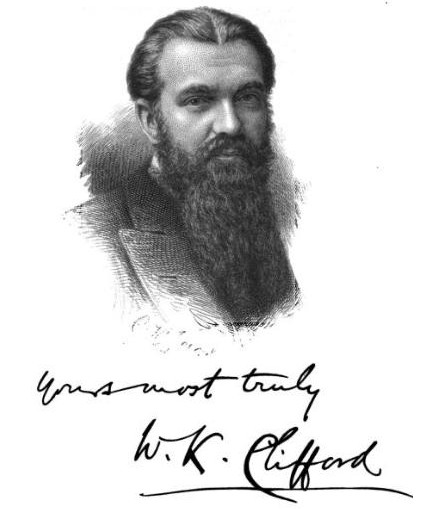
William Kingdon Clifford

William Kingdon Clifford (n. 4 mai 1845 - d. 3 martie 1879) a fost un matematician și filozof englez.
Domeniul în care s-a manifestat cu predilecție a fost geometria.
A făcut cunoscută în Anglia geometria euclidiană.
În ceea ce privește concepțiile filozofice, a subliniat că "gândirea științifică nu este nici un acompaniament, nici condiție de progres uman, ci este progresul însuși".
A descoperit suprafețele riglate al căror nume îi aparține, studiind curbele de torsiune de pe aceste suprafețe.
A studiat suprafețele analgmatice, adică suprafețele plane și sferice care rămân invariante printr-o inversiune specială, punând în evidență unele proprietăți ale acestora.
A studiat hipersuprafețele și hipercilindrul în spațiul neeuclidian.
A pus bazele algebrei necomutative, numită ulterior algebra lui Clifford.
A folosit matricile în teoria algebrelor liniare asociative.
în 1872 a introdus numerele hipercomplexe, precizându-le regulile de calcul și a preconizat anumite aspecte ale acestor numere, în special în geometria neeuclidiană.
Clifford a introdus și numerele duale.
Descoperirile lui Clifford au constituit preocupări și pentru matematicienii români Dan Barbilian (1932) și Gheorghe Țițeica (1933).